# Ивахнова
Ивахнова (слч. Ivachnová) насељено је мјесто са административним статусом сеоске општине (слч. obec) у округу Ружомберок, у Жилинском крају, Словачка Република.

## Становништво
| Година:    | 1994. | 2004.   | 2014.   | 2024.    |
| ---------- | ----- | ------- | ------- | -------- |
| Број људи: | 475   | 500     | 581     | 760      |
| Разлика:   |       | +5,26 % | +16,2 % | +30,80 % |

| Година:    | 2023. | 2024.   |
| ---------- | ----- | ------- |
| Број људи: | 728   | 760     |
| Разлика:   |       | +4,39 % |

Према подацима о броју становника из 2011. године насеље је имало 505 становника.